# Allel Bou Korso
Allel Bou Korso (Tlemcen, 1828 – Parigi, marzo 1894) è stato un militare algerino.

## Biografia
Allel Bouna Korso nacque nel 1828 a Tlemcen, in Algeria ed intraprese la propria carriera militare ponendosi al servizio dell'esercito francese che in quegli anni occupava il paese. Arruolatosi nel 1854 nel battaglione dei tiratori indigeni di Orano, prese parte alla Guerra di Crimea.
Nominato Sergente, nel maggio del 1858 prese parte agli scontri per la seconda guerra d'indipendenza in Italia, guadagnandosi quindi la medaglia militare istituita nel giugno del 1859. Promosso al grado di tenente del 2º reggimento di tiratori algerini nel 1867, sarà con questo corpo che andò a far parte della Guardia Imperiale.
Dopo la guerra franco-prussiana del 1870 ricevette la croce di Cavaliere della Legion d'Onore.
Morì nel marzo del 1894.